# المحاليص (المضاربة والعارة)

تعديل مصدري - تعديل

المحاليص هي إحدى قرى عزلة المضاربة بمديرية المضاربة والعارة التابعة لمحافظة لحج، بلغ تعداد سكانها 233 نسمة حسب تعداد اليمن لعام 2004.